# Leader dell'Unione Sovietica

Stemma dell'Unione Sovietica

Con l'espressione leader dell'Unione Sovietica sono indicati coloro che nel corso della storia dell'URSS hanno detenuto de facto una posizione individuale di vertice, pur essendo il sistema sovietico improntato al principio della leadership collettiva.

## Storia
Creatore e ispiratore del Partito Bolscevico fu Lenin, il quale ebbe un ruolo di primo piano nella Rivoluzione d'ottobre e poi nell'organizzazione della RSFS Russa e, successivamente, dell'Unione Sovietica, rivestendo nell'una e nell'altra il ruolo di presidente del Consiglio dei commissari del popolo, mentre non volle ruoli di primo piano all'interno del partito. Dopo la sua morte, viceversa, Stalin riuscì ad accumulare sempre più potere nel proprio ufficio di segretario generale del Partito bolscevico, per poi unirvi quello di presidente del Consiglio dei ministri.
La successione di Stalin aprì una fase di dualismo tra il nuovo capo del governo, Georgij Malenkov, e il primo segretario del PCUS, Nikita Chruščёv, che si risolse a vantaggio di quest'ultimo, riconfermando il ruolo a capo del partito come posizione di principale potere nel Paese.
A succedergli in tale ruolo, nel 1964, fu Leonid Brežnev, che tredici anni più tardi acquisì anche il ruolo di presidente del Presidium del Soviet Supremo. Da allora in poi tutti i successivi leader dell'URSS rivestirono il doppio ruolo di segretario del PCUS e presidente del Presidium.
Nel periodo di profondi cambiamenti che si registrarono negli ultimi anni di esistenza dell'URSS, il leader Michail Gorbačëv, oltre a mantenere il ruolo di segretario del PCUS, passò da presidente del presidium a presidente del Soviet Supremo dopo l'abolizione della prima carica, e fu in seguito eletto al nuovo ufficio di presidente dell'Unione Sovietica.

## Elenco
| Leader                                                       | Leader              | Cariche ricoperte                                                   | Periodo                            |
| ------------------------------------------------------------ | ------------------- | ------------------------------------------------------------------- | ---------------------------------- |
|                                                              | Vladimir Lenin      | Presidente del Consiglio dei commissari del popolo della RSFS Russa | 8 novembre 1917 - 21 gennaio 1924  |
| Presidente del Consiglio dei commissari del popolo dell'URSS | Vladimir Lenin      | 30 dicembre 1922 - 21 gennaio 1924                                  |                                    |
|                                                              | Iosif Stalin        | Segretario generale del PCUS                                        | 3 aprile 1922 - 5 marzo 1953       |
| Presidente del Consiglio dei commissari del popolo dell'URSS | Iosif Stalin        | 6 maggio 1941 - 19 marzo 1946                                       |                                    |
| Presidente del Consiglio dei ministri dell'URSS              | Iosif Stalin        | 19 marzo 1946 - 5 marzo 1953                                        |                                    |
|                                                              | Georgij Malenkov    | Presidente del Consiglio dei ministri dell'URSS                     | 5 marzo 1953 - 8 settembre 1953    |
|                                                              | Nikita Chruščёv     | Primo segretario del PCUS                                           | 7 settembre 1953 - 14 ottobre 1964 |
| Presidente del Consiglio dei ministri dell'URSS              | Nikita Chruščёv     | 8 settembre 1953 - 14 ottobre 1964                                  |                                    |
|                                                              | Leonid Brežnev      | Primo segretario del PCUS                                           | 14 ottobre 1964 - 8 aprile 1966    |
| Segretario generale del PCUS                                 | Leonid Brežnev      | 8 aprile 1966 - 10 novembre 1982                                    |                                    |
| Presidente del Presidio del Soviet Supremo dell'URSS         | Leonid Brežnev      | 7 maggio 1960 - 14 ottobre 1964 16 giugno 1977 - 10 novembre 1982   |                                    |
|                                                              | Jurij Andropov      | Segretario generale del PCUS                                        | 12 novembre 1982 - 9 febbraio 1984 |
| Presidente del Presidio del Soviet Supremo dell'URSS         | Jurij Andropov      | 16 giugno 1983 - 9 febbraio 1984                                    |                                    |
|                                                              | Konstantin Černenko | Segretario generale del PCUS                                        | 13 febbraio 1984 - 10 marzo 1985   |
| Presidente del Presidio del Soviet Supremo dell'URSS         | Konstantin Černenko | 11 aprile 1984 - 10 marzo 1985                                      |                                    |
|                                                              | Michail Gorbačëv    | Segretario generale del PCUS                                        | 11 marzo 1985 - 24 agosto 1991     |
| Presidente del Presidio del Soviet Supremo dell'URSS         | Michail Gorbačëv    | 1º ottobre 1988 - 25 maggio 1989                                    |                                    |
| Presidente del Soviet Supremo dell'URSS                      | Michail Gorbačëv    | 25 maggio 1989 - 15 marzo 1990                                      |                                    |
| Presidente dell'Unione Sovietica                             | Michail Gorbačëv    | 15 marzo 1990 - 25 dicembre 1991                                    |                                    |